# لینزی بکستر
لینزی بکستر (انگلیسی: Lynsey Baxter؛ زادهٔ ۷ مهٔ ۱۹۵۹) بازیگر اهل بریتانیا است.
وی دانش‌آموختهٔ رشتهٔ بازیگری در آکادمی سلطنتی هنرهای دراماتیک است و آموزش‌هایی نیز در زمینهٔ انعکاس‌درمانی، ماساژ درمانی و مشاورهٔ فرا فردی دیده‌است.
از فیلم‌ها یا برنامه‌های تلویزیونی که وی در آن نقش داشته‌است، می‌توان به زن ستوان فرانسوی، انجیل یوحنا، بهار زندگی دوشیزه جین برودی، داستان‌های باورنکردنی، پرده دو، خطاهای نرم‌افزاری، تلفات، برامول، طبابت در پیک و قتل در سابوربیا اشاره کرد.